# Cantón de Obwalden
El cantón de Obwalden, antiguamente Unterwalden Alto (OW, en francés: Obwald, en italiano: Obvaldo, en romanche: Sursilvania) es un cantón de Suiza Central y uno de los cantones boscosos (Waldstätten). Su capital es la ciudad histórica de Sarnen.
Junto con el cantón de Nidwalden formaba el cantón de Unterwalden, uno de los tres cantones primitivos de la Antigua Confederación Suiza.

## Toponimia
El nombre de Obwalden viene derivado del nombre de Unterwalden. En su origen, Unterwalden fue conocido en latín como inter silvas, que en español puede traducirse como entre bosques y en alemán fue tomado como Unterwalden. Luego, para diferenciar los dos valles que constituían el territorio de Unterwalden, el uno fue llamado ob dem Wald, mientras que el segundo fue llamado nid dem Wald, que en 1803 en el Acta de Mediación son mencionados como Obwalden y Nidwalden.

## Historia
Los primeros asentamientos de los que se tienen trazos provienen de los celtas y romanos. A partir del año 700, los alamanes se asentaron en el área. En 1291 Obwalden se unió con Nidwalden bajo el nombre de Unterwalden para formar una alianza con las comunidades de Uri y Schwyz, sellada en el Pacto Federal de 1291 (Bundesbrief). En el siglo XIII y XIV, Obwalden desarrolló su gobierno local; no obstante, la asamblea se realizó conjuntamente con Nidwalden hasta el año 1330.
En 1403 el cantón se une con Uri para invadir el Valle de la Leventina (actualmente parte del cantón del Tesino) para establecer un nuevo mercado de queso y bestias. Alrededor de 1500 gran parte de los hombres del cantón trabajaban como mercenarios. Algunos de estos soldados acumularon bienes y mantuvieron diversas asignaciones en la administración local. Durante la ocupación napoleónica, entre 1798 y 1803, bajo la República Helvética, el cantón pierde su independencia convirtiéndose en el distrito de Sarnen del cantón de Waldstätten, al que también fueron anexados Nidwalden, Uri, Schwyz y Zug. Fue también durante este período que las comunas adquirieron derechos políticos fundamentales que conservarían aún después de la caída de la República en 1803. Tras el Acta de Mediación de Napoleón Bonaparte, el cantón recobró su independencia. La forma actual y definitiva data de 1815, fecha en la que el monasterio y la comuna de Engelberg dejaron el cantón de Nidwalden para unirse a Obwalden, y así converstirse en un exclave del mismo.
Desde la restauración en 1803 y hasta 1999, el semi-cantón de Obwalden fue designado oficialmente en la Constitución suiza como Unterwalden ob dem Wald (Unterwalden Alto). Fue tan sólo en 1999, tras la adopción de la nueva Constitución que el nombre de Obwalden fue introducido en la misma.

## Geografía
Obwalden se encuentra ubicado en la región de Suiza Central a orillas del lago de los Cuatro Cantones (conocido también como lago de Lucerna), otros lagos importantes son: Sarnersee, Lungerersee, Melchsee, Tannensee y Wichelsee. La cima más alta es el Titlis (3.238 m s. n. m.), situado en los Alpes uraneses. La gran parte del cantón está situada en los Prealpes suizos. El punto más bajo está situado a 434 m s. n. m. a orillas de lago de los Cuatro Cantones. Finalmente, el cantón es atravesado por los ríos Melchaa (que desemboca en el lago de Sarnen), el Sarner Aa y el Engelberger Aa (en Engelberg, que desembocan en el lago de los Cuatro Cantones).
El cantón limita al noreste y este con el cantón de Nidwalden, al sur con el cantón de Berna y al oeste con el cantón de Lucerna. Gracias al exclave del Engelberg, también comparte fronteras con el cantón de Uri.

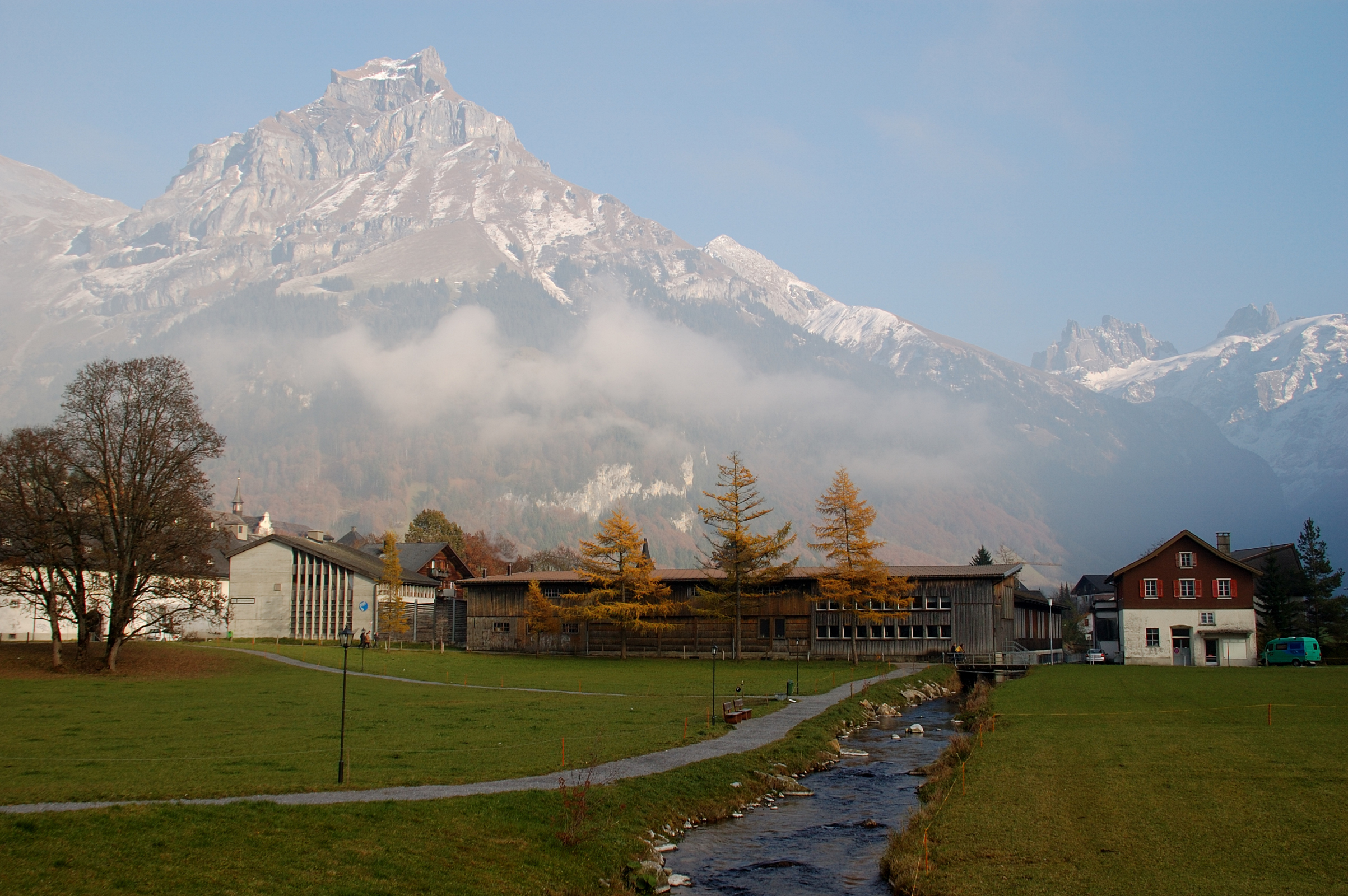
Vista de Engelberg con el Hahnen al fondo.

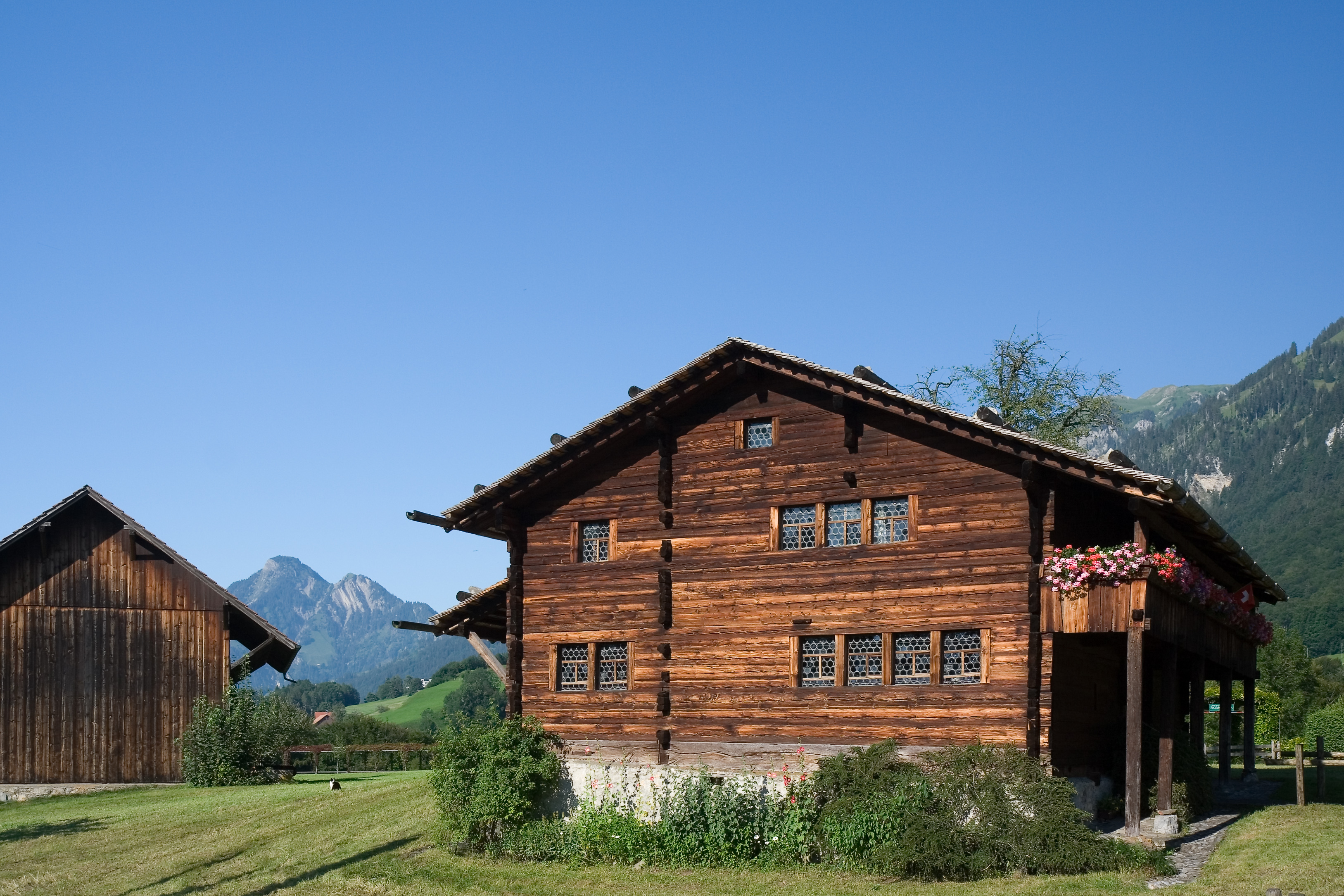
Casa de Nicolas de Flüe, Sachseln.

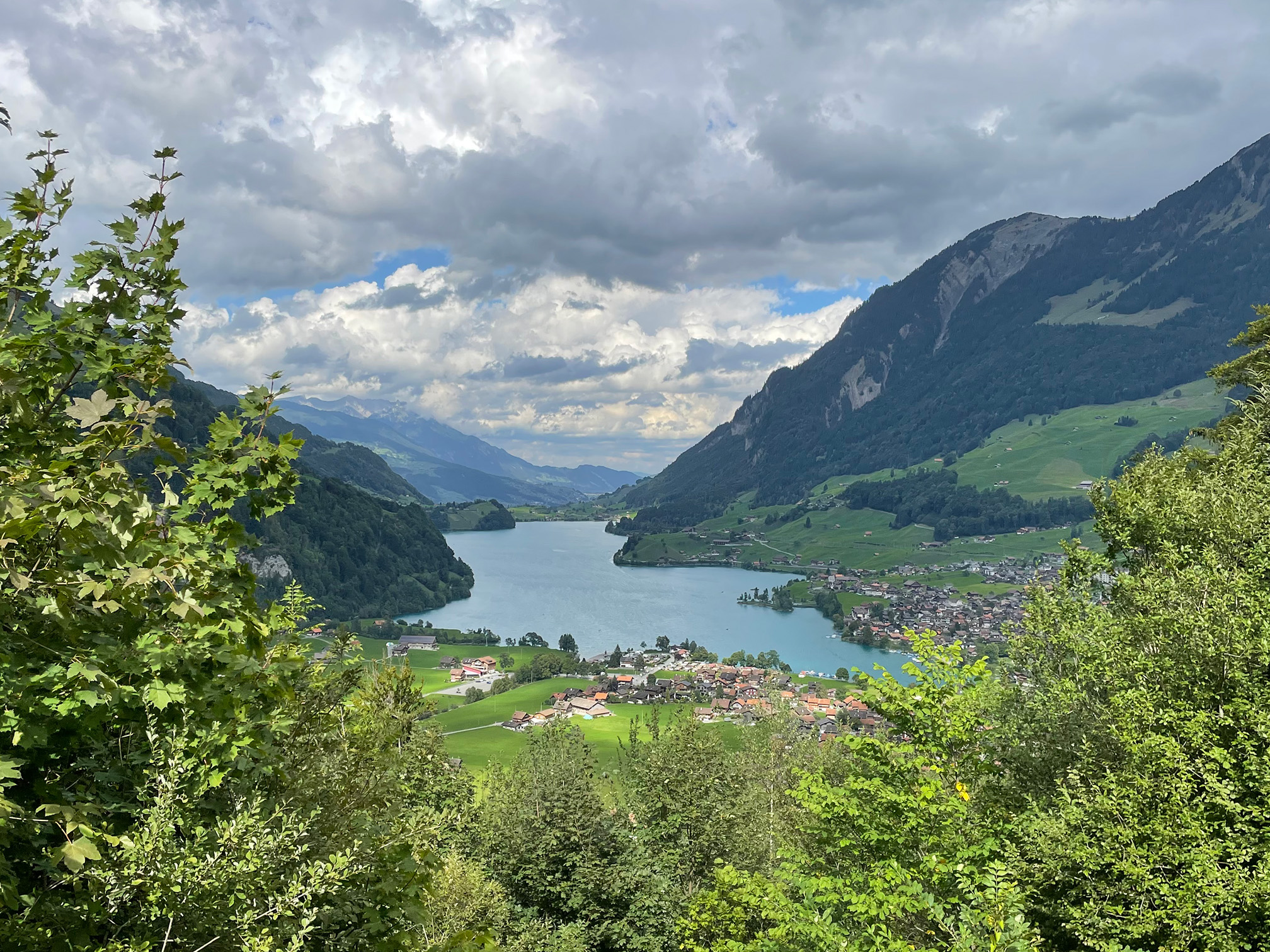
El lago de Lungern en el cantón de Obwalden.

## Demografía
El cantón de Obwalden cuenta con 36 834 habitantes en 2014, lo que lo convierte en el segundo cantón menos poblado de Suiza después de Appenzell Rodas Interiores. Aproximadamente 12% de la población es de origen extranjero.
El 80% de la población reivindica ser de creencia católica, mientras que el 7,7% declaran ser protestantes. A nivel lingüístico, la lengua oficial del cantón es el alemán, hablado por el 92,3% de la población. El dialecto alemán-suizo hablado en la región pertenece a la familia del Höchstalamanisch.

## Política
Desde 1999 con la adopción de la nueva Constitución suiza, Obwalden es un cantón, anteriormente formaba junto con el semicantón de Nidwalden el cantón histórico de Unterwalden. Su nuevo estatus le confiere todos los derechos de un cantón ordinario, con la excepción del Consejo de los Estados, en el cual cada cantón envía dos representantes y cada antiguo semi-cantón solo uno.
El parlamento cantonal, el Kantonsrat (Consejo Cantonal) cuenta con 55 representantes elegidos por un período de cuatro años, en el que cada comuna tiene por lo menos cuatro miembros: Sarnen 15, Kerns 9, Alpnach 8, Sachseln 7, Giswil 6, Engelberg 6 y Lungern 4. La tradicional Landgemeinde fue abolida en 1998. El ejecutivo es llamado Regierungsrat (Consejo de Gobierno) y está compuesto por cinco miembros. El presidente es llamado Landammann, mientras que el vicepresidente en nombrado Landstatthalter. Los departamentos son repartidos cada año por el parlamento.

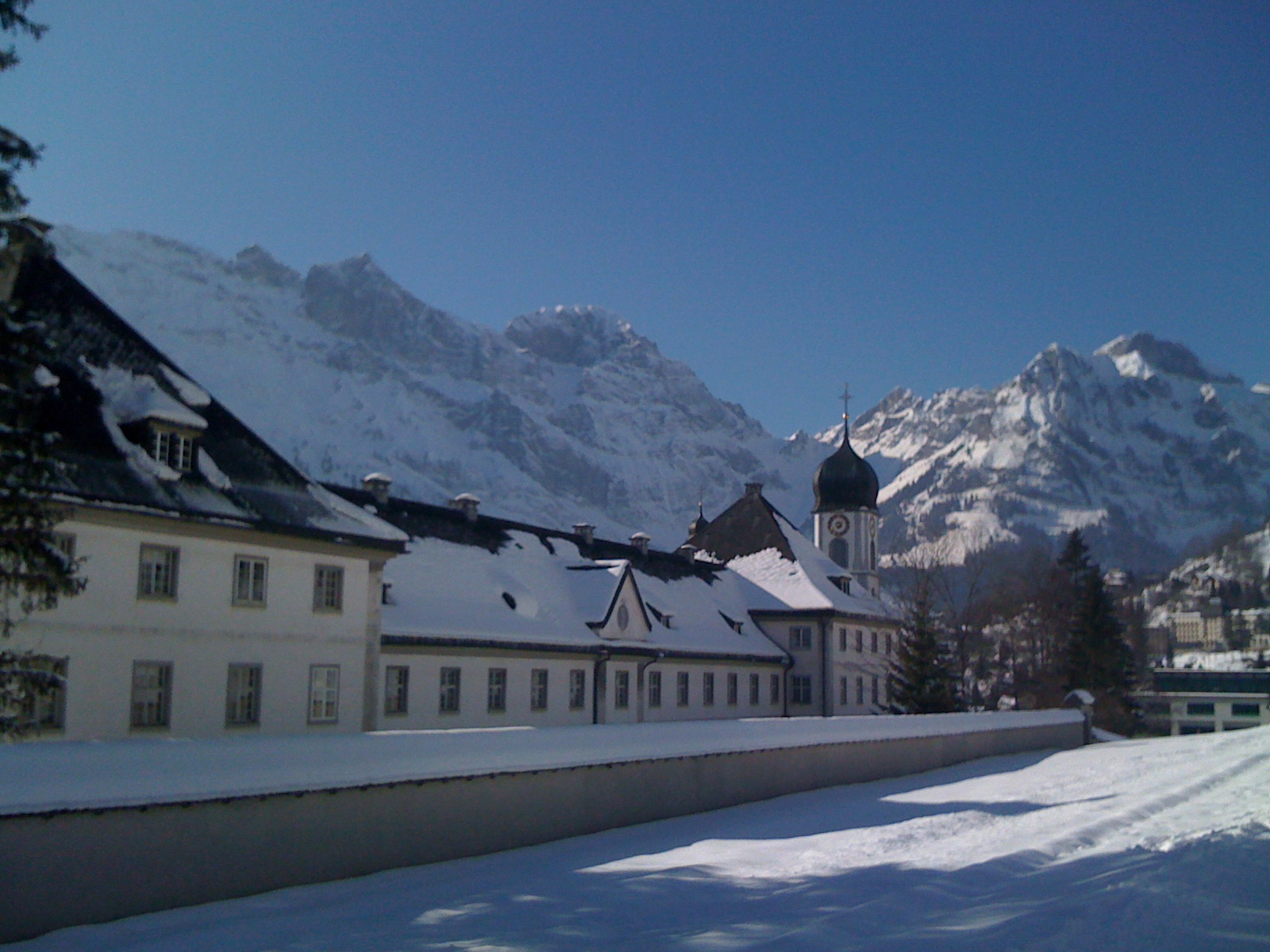
Abadía de Engelberg en invierno.

## Economía
La agricultura, la economía alpestre y la silvicultura fueron predominantes hasta mediados del siglo XX. Las exportaciones de queso hacia Italia cayeron fuertemente en los años 1870, debido a la competencia de productos menos caros gracias al transporte férreo. La ley obligaba al Banco Cantonal fundado en 1886 a sostener la economía local y ayudar los campesinos a desendeudarse. El gobierno promulga también en 1891 una ordonancia sobre la ganadería y en 1893 sobre la agricultura, con el fin de promover el sector agrario.
La segunda mitad del siglo XIX conoció un desarrollo marcado de la industria forestal y del turismo, principalmente en Engelberg. El turismo fue beneficiado con la apertura de la ferrovía del Brünig en 1888 y la del Monte Pilatus en 1889, así como la línea Stans-Engelberg en 1898. A finales del siglo XX, el invierno se convirtió en la principal temporada turística, gracias a las estaciones de esquí de Engelberg, Melchsee-Frutt y Lungern-Schönbühl.

## Comunas
El cantón de Obwalden está dividido en 7 comunas.